# 修道学院
修道学院（しゅうどうがくいん）は、1918年（大正7年）に高野佐三郎が開いた剣道道場。前身は明信館。

## 概要
1888年（明治21年）、高野佐三郎は警視庁を退職して埼玉県に帰郷し、浦和に「浦和明信館」と称する道場を開いた。以後埼玉県警察部に勤務しながら、千葉、茨城、栃木、山梨、神奈川、東京、北海道に支部を設立した。
1899年（明治32年）、実業家平沼専蔵の後援を受け、一家で東京に移住。1902年（明治35年）10月、東京府麹町区飯田町に「東京明信館」を設立し、明信館本部とした。このとき読売新聞に「其門に遊ぶ子弟無慮四千余人、道場を起こすこと三十九の多きに及び…」と報道されている。館員数は6千余人、警察官や学生を加えると1万人を超えた。
その後佐三郎は東京高等師範学校（のちの筑波大学）の教授をはじめとして東京高等工業学校、早稲田大学、曹洞宗大学、日本体育会体操学校（のちの日本体育大学）、陸軍戸山学校、陸軍士官学校等の剣道師範を務め、学校剣道の発展に尽力した。
1918年（大正7年）5月、剣道を技術の習得に終わらせず人間を教育することを理想として、実業家渋沢栄一の後援を受け、東京府神田今川小路一丁目に「修道学院」を設立した。常時30人～40人の内弟子が寄宿した。
修道学院は中山博道の道場「有信館」と並び戦前の剣道界の勢力を二分した。もっとも、佐三郎は博道より10歳年上であり、博道が上京した当時、すでに佐三郎の明信館は根岸信五郎の有信館と並ぶ名門であった。博道がもし明信館に入門していれば佐三郎の弟子になっていたことになり、佐三郎と博道は生前によくこのことを話し合い、「縁とは面白いものだ」と語っていた。
1965年（昭和40年）10月1日、秩父市の明信館本館は秩父市指定史跡となった。

## 主な門人
- 星野仙蔵
- 高野茂義
- 高野泰正
- 高野弘正
- 乳井義博
- 黒崎稔